# Volejbol'nyj klub Dinamo-Jantar'
Il Volejbol'nyj Klub Dinamo-Jantar' è stata una società pallavolistica maschile russa con sede a Kaliningrad.

## Storia
Il Volejbol'nyj Klub Dinamo-Jantar' nasce nel 2006 con la collaborazione dell'Oblast' di Kaliningrad e della Federazione pallavolistica della Russia; fin dall'inizio viene iscritto alla Superliga e in rosa sono presenti diversi atleti di livello internazionale, fra cui Stanislav Dinejkin, Łukasz Żygadło e Tuomas Sammelvuo, ma dopo la prima stagione conclusa al sesto posto nell'annata seguente il club retrocede in seconda serie. All'immediato ritorno nel massimo campionato fanno seguito due annate anonime e una nuova retrocessione, stavolta definitiva, fino allo scioglimento del club, avvenuto al termine della Vysšaja Liga A 2012-13, a causa della soppressione dei finanziamenti alla società.